# Придобруджинський прогин
Придобруджи́нський (Переддобруджи́нський) проги́н — геологічна структура Східноєвропейської платформи; в межах України — на території Одеської області — південніше міста Білгород-Дністровського. Витягнутий північно-західному напрямку. Ширина прогину 50—60 км.

## Геологія
Як самостійна структура сформувався за юрського періоду. Фундамент прогину складений дорифейськими кристалічними породами. Виповнений теригенними середньоюрськими відкладами потужністю до 2 км і карбонатними відкладами верхньої юри меншої потужності, які з різкою структурною незгідністю перекривають палеозой-тріасовий комплекс порід потужністю понад 3 км.

## Корисні копалини
Відклади крейди і палеогену утворюють самостійний структурний ярус.
Корисні копалини: нафта, газ, мінеральні води, будівельні матеріали.